# Anavae
Gli Anavae (spesso abbreviato come ae, Æ or æ) sono un duo rock di Londra. Formatosi nel 2011, il gruppo consiste in Rebecca Need-Menear (voce) e Jamie Finch (chitarra). Dopo il loro EP autoprodotto Into the Aether, la band ha firmato per l'etichetta indie inglese LAB records nel 2013, pubblicando il secondo EP Dimensions.

## Storia del gruppo

### Prime pubblicazioni
Il gruppo fu creato nel 2011 da Jamie Finch e dalla cantante Rebecca Need-Menear. Pubblicarono subito dopo quattro brani, incluso il primo singolo World in a Bottle e Whatever the Case May Be. Nel 2012 la band pubblicò altri tre brani che andarono a formare il loro primo EP Into the aether, pubblicato tramite Bandcamp scaricabile gratuitamente o facendo un'offerta libera, che raggiunse più di 10.000 download. Aerology, pubblicato il 7 maggio 2012, è un EP di 6 loro brani remixati da altri artisti.

### Contratto con LAB Records
Nel gennaio 2013 fu annunciato che il gruppo aveva firmato un contratto con l'etichetta inglese indipendente LAB Records, e che avrebbe pubblicato l'EP Storm Chaser nel 10 febbraio 2013, anticipato dal singolo omonimo.
Il singolo entrò nella classifica inglese Rock & Metal in 33ª posizione come terza miglior entrata e fu una posizione rara per un gruppo non a contratto con una grande casa discografica. Erano uno dei due gruppi nella "Rock 40" che non erano distribuiti da una grande casa discografica. Storm Chaser raggiunse anche la 10ª posizione nella classifica iTunes dei singoli rock e fu il loro primo video pubblicato sul loro canale YouTube.
Nell'aprile 2013 la band completò il suo primo tour nel Regno Unito con l'Ourzone Found Tour insieme a I Divide. In ottobre la band pubblicò il singolo Anti-Faith e annunciò l'EP Dimensions, uscito il 10 novembre. Dimensions entrò nella classifica rock ufficiale in 32ª posizione e raggiunse la top 10 nella classifica rock iTunes. Ricevette inoltre un punteggio di 8 su 10 da Rock Sound. Avendo passato la maggior parte del 2014 a scrivere nuove canzoni, il gruppo pubblicò autonomamente la canzone Feel Alive il 30 marzo 2015 e la vide subito raccolta e riprodotta dal BBC Radio1 Rock Show.

## Formazione
Attuale
- Rebecca Need-Menear - voce
- Jamie Finch - chitarra

Turnisti
- Josh Platt - chitarra
- Kris Hodges - basso, sintetizzatore
- Seb Gee - batteria

Passati
- James Pearce - basso

## Discografia

### Album in studio
- 2012 - Into the Aether (Indipendente)
- 2013 - Storm Chaser (LAB Records)
- 2013 - Dimensions (LAB Records)
- 2019 - 45
- 2021 - 45 (Instrumental)

### EP
- 2012 - Into the Aether EP
- 2013 - Storm Chaser EP
- 2013 - Dimensions EP
- 2014 - Parallel Dimension EP
- 2015 - Feel Alive EP
- 2017 - Are You Dreaming? EP

### Singoli
- 2012 - World in a Bottle
- 2013 - Storm Chaser
- 2013 - Anti-Faith
- 2015 - Feel Alive
- 2019 - Afraid
- 2019 - High
- 2019 - Not Enough
- 2020 - Hell
- 2021 - Trippin'